# Carl Blum (Komponist)

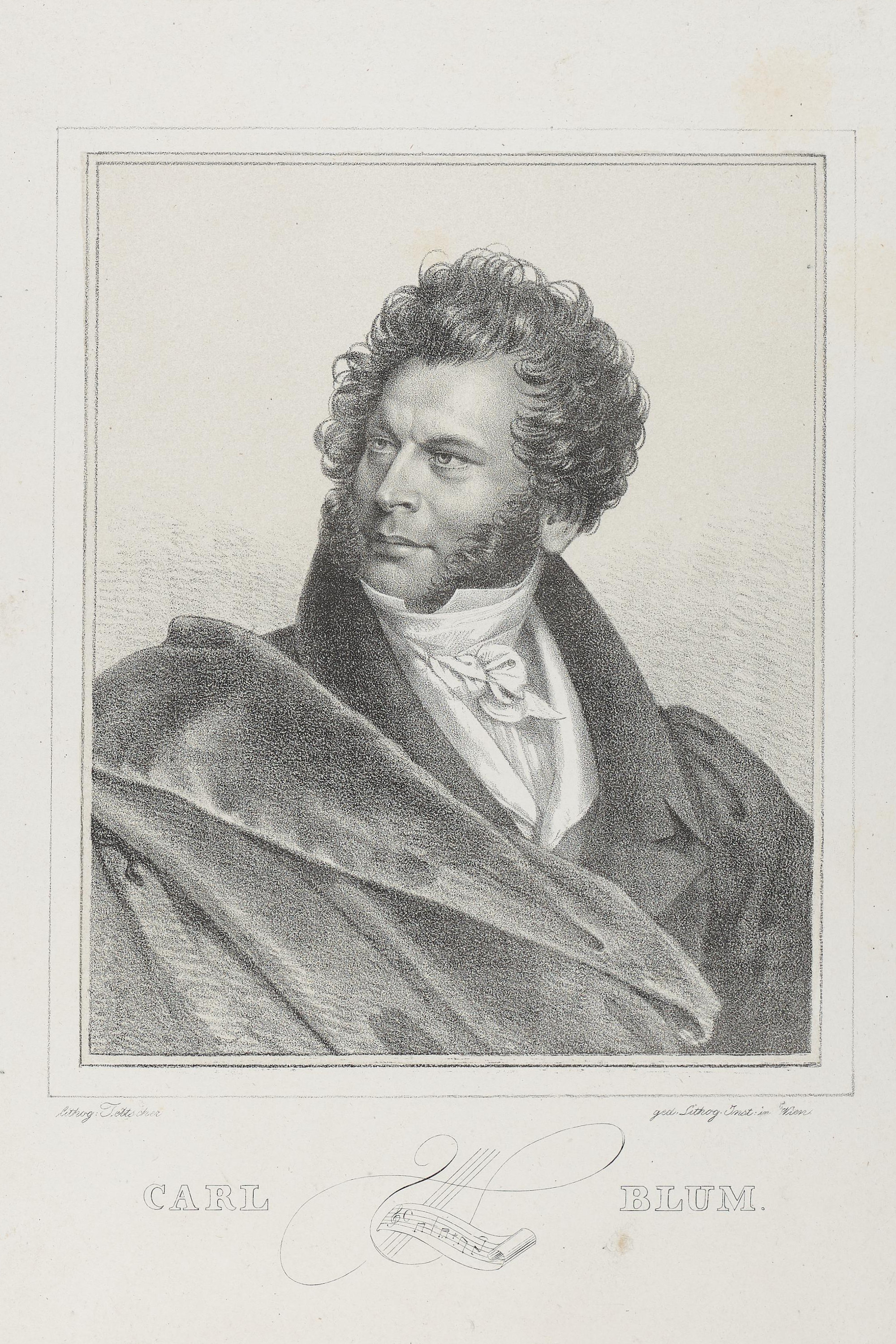
Carl Blum, Lithographie von Joseph Teltscher

Carl Wilhelm August Blum (* 1786 in Berlin; † 2. Juli 1844 in Berlin) war ein deutscher Sänger, Bühnenschauspieler, Regisseur, Librettist und Komponist. Blum war Schüler von Friedrich Adam Hiller und später Antonio Salieri und wurde Hofkomponist der Königlichen Hofoper in Berlin. In dieser Funktion hat er sich mit Instrumentalmusik und über 70 Bühnenwerken einen Namen gemacht.
Carl Blum wird in der Literatur häufig auch als Karl Ludwig Blum bezeichnet.

## Leben
Blum trat zuerst 1805 als Schauspieler bei Daniel Gottlieb Quandts Gesellschaft am Rhein auf, kam dann als Sänger nach Königsberg, wo er unter Hillers Leitung Komposition studierte, und kehrte 1810 nach Berlin zurück, wo seine erste Oper Claudine von Villa Bella nach Goethes Schauspiel mit Beifall aufgeführt wurde. 1817 brachte er in Wien die Oper Das Rosenhütchen zur Aufführung, die 39-mal hintereinander gegeben wurde, und erhielt 1820, nach Berlin zurückgekehrt, die Stelle als Hofkomponist am dortigen Königlichen Theater. Er verweilte darauf zwei Jahre in Paris, um das dortige Bühnenwesen zu studieren, und führte nach seiner Rückkehr mehrere Jahre lang teils die Regie der Königlichen Oper, teils die Direktion des Königsstädtischen Theaters.
Seine Stücke erschienen teilweise in Sammelwerken, so Neue Bühnenspiele 1828, Neue Theaterstücke 1830 und Theater Band 1–4 1839–1844.
Zahlreiche seiner Bühnenwerke sind Bearbeitungen und Übertragungen bekannter französischer und italienischer Komponisten, Blum versuchte das Vaudeville in Deutschland populär zu machen und schrieb neben vielen anderen die Stücke Mirandolina nach Carlo Goldonis Locandiera, Die beiden Briten nach Merville (Pierre-François Camus, 1785–1853), Ich bleibe ledig sowie Das laute Geheimnis nach Carlo Gozzi.
Er schrieb unter anderem Werke für Gitarre sowie Musik für Gitarre solo, darunter auch eine Gitarrenschule (op. 44 als Anhang zu derselben). Der teils sehr hohe Schwierigkeitsgrad der Werke weist ihn als ausgezeichneten Gitarristen aus.
Für die Wiener Sopranistin Anna Pauline Milder-Hauptmann, die inzwischen in Berlin wirkte, komponierte Blum für ihre Konzertreisen eine große Gesangsszene (mit Orchesterbegleitung), die äußerst populär wurde: Dieser „Gruß an die Schweiz“, der unmittelbar auf eine ihrer populärsten Rollen anspielte, die Emmeline in Joseph Weigls Singspiel Die Schweizer Familie und am Schluss in ein Jodel-Liedchen nach einem Text von Goethe übergeht, war für die Milder das Vorbild für den Kompositionsauftrag an Franz Schubert, der daraufhin sein vorletztes Lied Der Hirt auf dem Felsen (D 965) in ähnlicher mehrteiliger Anlage konzipierte.
Carl Blum starb 1844 im Alter von 57 oder 58 Jahren in Berlin. Beigesetzt wurde er auf dem Friedhof III der Jerusalems- und Neuen Kirche vor dem Halleschen Tor. Das Grab ist nicht erhalten.

## Werke
- Jucunde: dramatisches Taschenbuch für 1836. Berlin: Verlag von Theod. Chr. Fr. Enslin, 1835.
- Die Musik: Anleitung, sich die nöthigen Kenntnisse zu verschaffen, um über alle Gegenstände der Musik richtige Urtheile fällen zu können ; Handbuch für Freunde und Liebhaber dieser Kunst; nach dem französischen Werke des Herrn Fetis „La musique mise à la portée de tout le monde“. Berlin: Schlesinger, 1830. (Originalausgabe von François-Joseph Fétis, Brüssel 1839).
- Gesaenge ernsten und launigen Inhalts für 2 Tenor- und 2 Bassstimmen; 22tes Werk in Musik gesetzt von Carl Blum (4 Stücke). Leipzig: Breitkopf und Härtel, ca. 1818.

## Kompositionen für Gitarre
(Originalwerke sowie Bearbeitungen)
- Exercises pour la Guitare ohne op.; Cahier 1 - 3. Leipzig: Breitkopf & Härtel
- Marche, Danse et Marmotte des Savoyards Divertissement pour la Guitare ohne op. Kopenhagen, C. C. Lose
- Divertissements progressifs pour la Guitare Cahier 1 op. 16; Cahier 2 op. 17. Leipzig: Breitkopf & Härtel, ca. 1817
- Studien für die Gitarre op. 44. Schlesinger’s Buch und Musikalienhandlung, Berlin
- Le Bouquet Trois Nocturnes pour Flûte Violon et Guitare op. 64; N° 1 La Rose; N° 2 La Fleur de Lys; N° 3 La Violette. Mainz Schott & Söhne
- Grand Potpourri brillant pour la guitare seule de l’opera La Muette de Portici op. 98. Berlin, Adolph Martin Schlesinger
- Die Tänzerinnen: drey Rondoletten für Violine und Flöte mit Begleitung des Pianoforte oder der Guitarre; 122s Werk = (Le ballerine) componirt von Carl Blum. N° 1 La Villanella; N° 2 La Cittadina; N°3 La Straniera. Leipzig: Breitkopf & Härtel, ca. 1832.
- Serenade pour Flute et Guitare ohne op. Wien: Pietro Mechetti;
- Der Freischütz von Carl Maria von Weber mit Begleitung der Guitarre eingerichtet von Carl Blum ohne op. Berlin, Schlesinger’sche Buch- und Musikalienhandlung.
- Der Schiffskapitän oder Die Unbefangenen/Vaudeville von Carl Blum: als Trio für die Flöte, Violine und Gitarre gesetzt; von I. H. C. Bornhardt. Braunschweig im Musikalischen Magazine auf der Höhe.

### Bühnenwerke

#### Bearbeitungen und Übertragungen
- Arien, Lieder und Gesänge des Vaudeville „Canonikus Ignaz Schuster“. In einem Aufzuge frei nach dem franz. Vaudeville Dancourts, bearb. von Carl Blum. Berlin, ca. 1818 (UA 5. Juni 1818 Berlin).
- Arien und Gesänge der Vaudeville-Burleske „Der Bär und der Bassa“ in 1 Aufz. nach d. Französ. des Scribe (Eugène Scribe) bearb. von C[arl] Blum. Berlin: ca. 1820 (UA 15. Dez. 1821 Berlin).
- Arien und Gesänge der Oper: „Die Pagen des Herzogs von Vendôme“ in zwei Aufzügen. Musik von Carl Blum. Nach dem Franz. des Dieulafoi (Michel Dieulafoy), bearb. von Georg von Hofmann. Berlin, 1822 (UA 12. Jan. 1820 Wien).
- Die Nachtwandlerin. Singspiel in 2 Aufzügen nach Scribe bearb. und in Musik gesetzt von Carl Blum. Berlin, ca. 1822 (UA 24. Juni 1822 in Berlin).
- Der Eremit von St. Avella. Text u. Musik von Carl Blum (UA 24. April 1822 Berlin).
- Arien und Gesänge der romantischen Oper „Libussa“. In drei Aufzügen von Joseph Carl Bernard. Musik von Conradin Kreutzer. Ballets von Telle (Conrad Telle). Die Musik zu den Märschen, und Chören mit Tanz ... ist von Carl Blum. Berlin, 1823.
- Arien und Gesänge des Singspiels „Die Heirath im zwölften Jahre“ in einem Aufzuge nach dem Franz. des Scribe bearb. und mit Musik von Carl Blum. Berlin, ca. 1823 (UA 7. April 1823 Berlin).
- Aline, Königin von Golconda. Großes Ballet in 3 Aufz. von J. Aumer (Jean Pierre Aumer), für die Berliner Bühne bearb. und in Scene gesetzt von Herrn Hoguet (François Michel Hoguet), zur beibehaltenen Musik von Carl Blum. Berlin, ca. 1825.
- Arien und Gesänge aus dem Singspiel in 2 Abtheilungen mit Tanz „Der schönste Tag des Lebens“ nach dem Französischen „Le plus beau jour de la vie“ des Scribe bearbeitet. Musik von Carl Blum. Berlin, 1826.
- Die Mäntel, oder: Der Schneider in Lissabon. Lustspiel in zwei Akten, frei nach Scribe. Berlin 1826 (Digitalisat)
- Herr von Ich. Lustspiel in e. Aufzuge, frei n. d. Franz. des Delongchamps (Pierre de Longchamps). Für d. dt. Theater bearb. v. Carl Blum. Berlin, 1828.
- Die Nachtwandlerin. Singspiel in 2 Aufzügen frei nach Scribe bearb. und komponiert von Carl Blum. Berlin: Enslin, 1830. (Auch in Neue Theaterstücke 2).
- Riquet der Haarbüschel. Feenoper in zwei Aufzügen frei nach Brazier’s (Nicolas Brazier) „Riquet à la houpe“ und nach dem Mährchen aus tausend und eine Nacht. Berlin: Enslin, 1830 (Auch in: Neue Theaterspiele, 4).
- Gesänge zu „Fra Diavolo oder das Gasthaus in Terracina“, komische Oper in drei Aufzügen. Musik von Auber. [Text] von Scribe. Zur beibehaltenen Musik bearb. von C. Blum. Weimar, 1832.
- Das laute Geheimniß. Romantisches Lustspiel in fünf Aufzügen frei nach Carlo Gozzi bearb. von Carl Blum. In: Theater Band 1, 1839.
- Vicomte von Létorières. Lustspiel in 3 Aufz. Frei nach Jean-François Bayard v. Carl Blum. Berlin: Schlesinger, 1844.

#### Originalwerke
- Karl der Zweite Die Flucht nach Frankreich. Libretto von Carl Blum (UA 19. Jan. 1812 Königsberg).
- Arien und Gesänge von Zoraide oder Die Mauren in Granada. Lyrisches Drama in 3 Aufzügen mit Tanz, Text u. Musik von Carl Blum. Berlin, 1817. Op. 65. (UA 7. Mai 1817 Berlin).
- Der Schiffskapitän oder Die Unbefangenen. Libretto von Carl Blum (8. Juni 1817 Berlin).
- Fortunata. Libretto von Carl Blum (UA 5. Juni 1818 Berlin).
- Arien und Gesänge aus der komischen Zauber-Oper „Das Rosenhütchen“. In drei Aufzügen. Berlin: Königsstädtisches Theater, ca. 1819 (UA 28. Juni 1819 Wien).
- Gänserich und Gänschen. Vaudeville in 1. Act. Musik von Carl Blum. [Historisches Aufführungsmaterial der Bayerischen Staatsoper]. Ca. 1822, Handschriften (UA 25. Okt. 1822 Berlin).
- Arien und Gesänge zum Vaudeville „Ein Stündchen vor dem Potsdammer Thore“; in 1 Akt von Carl Blum. Berlin, um 1825.
- Der Fischer und der Vogelsteller. Berlin, 1825 (UA 27. Febr. 1825 Berlin).
- Der Bramin(e). Zauber-Oper in 1. Akt, nach Poirson und dem Mährchen aus Tausend und eine Nacht bearb. und in Musik gesetzt von Carl Blum (Nach Charles-Gaspard Delestre-Poirson). Berlin, 1826 (UA 22. Dez. 1826 Berlin). (Digitalisat Arien und Gesänge)
- Aladin die Wunderlampe. Berlin, 1828 (UA 26. Juli 1828 in Berlin). (Digitalisat Arien und Gesänge)
- Doctor Johannes Faust, der wundertätige Magus der Nordens. Libretto Karl von Holtei (UA 10. Jan. 1829 Berlin).
- Die Liebe in der Mädchenschule. Berlin, 1830 (UA 12. April 1830 in Potsdam). (Digitalisat Arien und Gesänge)
- Friedrich August in Madrid. Original-Schauspiel in 5 Aufzügen von Carl Blum. Leipzig: Leo, 1832.
- Mary, Max und Michel. Komische Oper in 1 Aufzuge. Dazu Einlage von Richard Wagner, komp. August 1837. Als Ms. gedr. – Berlin: M. Westphal.; E. Bote & G. Bock, 1836. Op. 133, um 1835. (Digitalisat)
- Arien und Gesänge aus der Opera buffa „Bergamo“ in 2 Aufz. Musik und Text von Carl Blum. Berlin: Bloch, 1837.
- Der Ball zu Ellerbrunn. Lustspiel nach „La fiera“ von Alberto Nota bearb. von Carl Blum. Berlin: Bloch, o. J. (1835). (Digitalisat)
- Die Herrin von der Else. Schauspiel in 5 Aufz. Von Carl Blum. Frei nach d. Idee d. Sheridan Knowles (James Sheridan Knowles) in „The Hunchback“. Berlin: Bloch, 1837. (Digitalisat)
- Text der Gesänge zu Der Spiegel des Tausendschön. Burleske in 1 Act v. Carl Blum. Hamburg: gedr. b. Wörmer junr’s. Nachf., 1842.
- Schwärmerei nach der Mode. In: Theater Band 3, 1844.
- Erziehungs-Resultate oder guter und schlechter Ton. Lustspiel. Berlin: Schlesinger, 1844. (Digitalisat)
- Tempora mutantur, oder: Die gestrengen Herren. Vicomte von Létorières, oder: Die Kunst zu gefallen. Berlin: Schlesinger, 1844 (nach Jean Bayard). (Digitalisat)
- Die Mäntel, oder Der Schneider in Lissabon. Lustspiel in 1 Akt. Berlin: Bloch, 1864.
- Ein Herr und eine Dame. Lustspiel in einem Aufzug. Leipzig: Reclam, 1876. (Digitalisat)
- Ich bleibe ledig. Lustspiel in 3 Aufz. Frey nach dem Italienischen des Alberto Nota. Leipzig: Reclam, 1875.
- Lisette oder Borgen macht glücklich. Lustspiel in 1 Aufzug. Berlin: Bloch, o. J.

#### Sammelwerke
- Vaudevilles, für deutsche Bühnen und gesellige Zirkel nach dem Französischen bearb. von Carl Blum nebst 2 Musikbeilagen nach dem Franz. bearbeitet von Carl Blum. 2 Bde., Berlin: Duncker u. Humblot, Band 1, 1824; Band 2, 1826. (Digitalisat Band 1)
- Lustspiele für deutsche Bühnen zunächst für das Königliche Theater zu Berlin. Berlin: Enslin, 1827. Mikrofiche-Ausgabe München: Saur, 1992. ISBN 3-598-50254-0. (Digitalisat)
- Neue Bühnenspiele, nach dem Englischen, Französischen und Italienischen für das deutsche Theater. Berlin: Enslin, 1828.
- Neue Theaterspiele. Berlin: Enslin, 1830.
- Dramatische Werke. Leipzig: Leo, 1832 (Enthält: Friedrich August in Madrid, Der Fächer) (Digitalisat)
- Theater (auch Theater-Almanach), Band 1, 1840 (Enthält: Die Herrin von der Else und Ich bleibe ledig und Der Ball zu Ellerbrunn).
- Theater, Band 2, 1841.
- Theater, Band 3, 1844 (Enthält: Schwärmerei nach der Mode und Erziehungs-Resultate) (Digitalisat)
- Theater, Band 4, 1844 (Enthält: Tempora mutantur, oder: Die gestrengen Herren und Vicomte von Létorières, oder: Die Kunst zu gefallen)
- Theater, Band 1–4 auch erschienen als Mikrofiche-Ausgabe, München: Saur: 1994, ISBN 3-598-50254-0.